# متئو پری
متئو پری (انگلیسی: Matteo Perri؛ زادهٔ ۶ اکتبر ۱۹۹۸) بازیکن فوتبال است.